# Список умерших в 1363 году

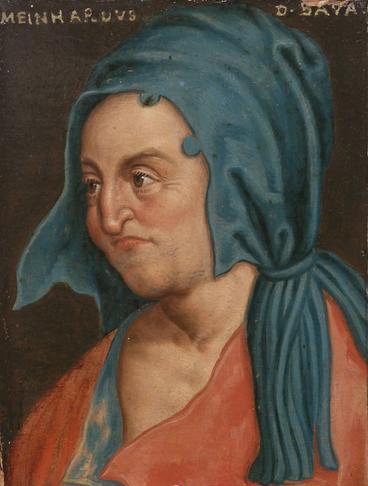
Мейнгард III

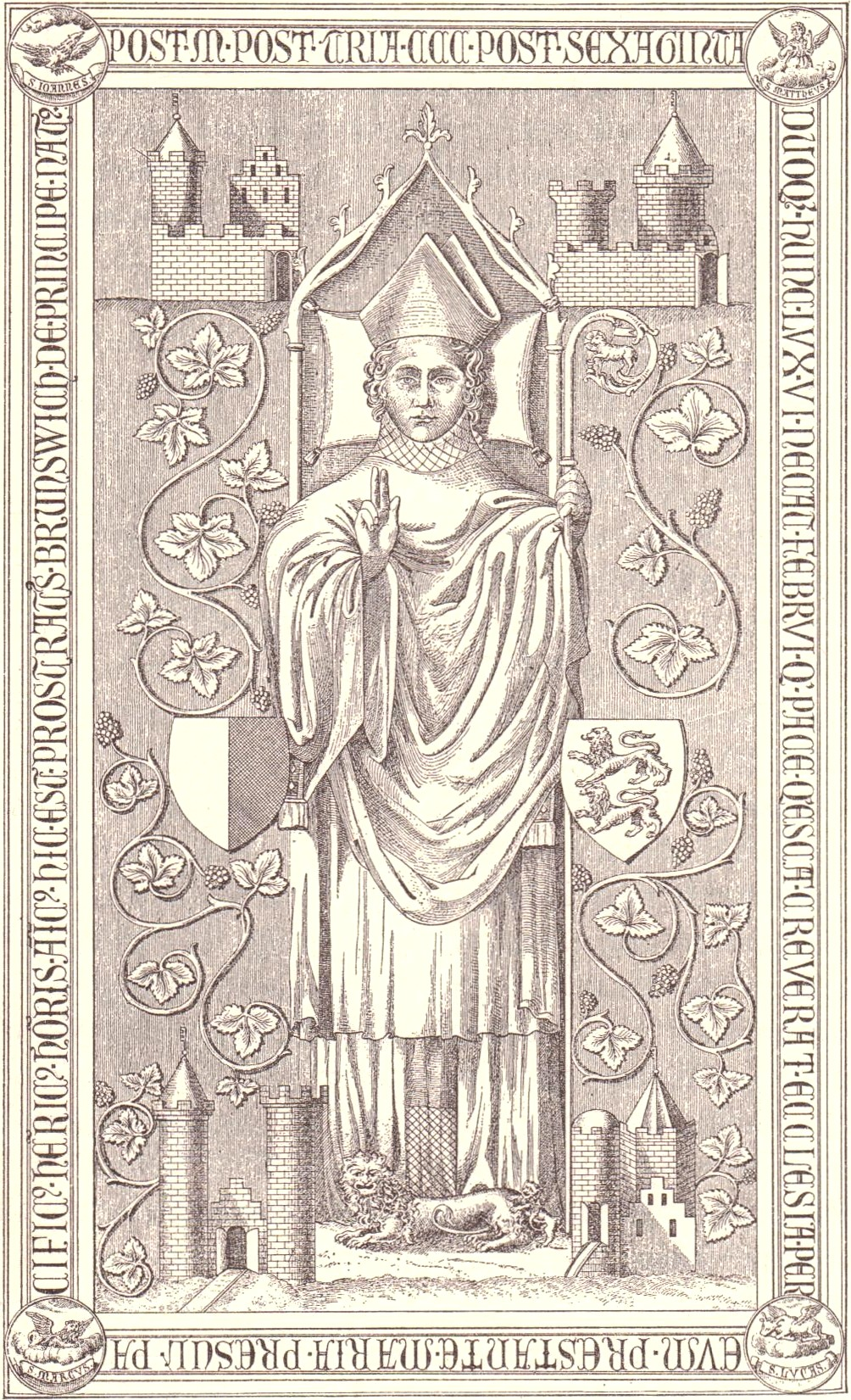
Генрих III Брауншвейг-Люнебургский

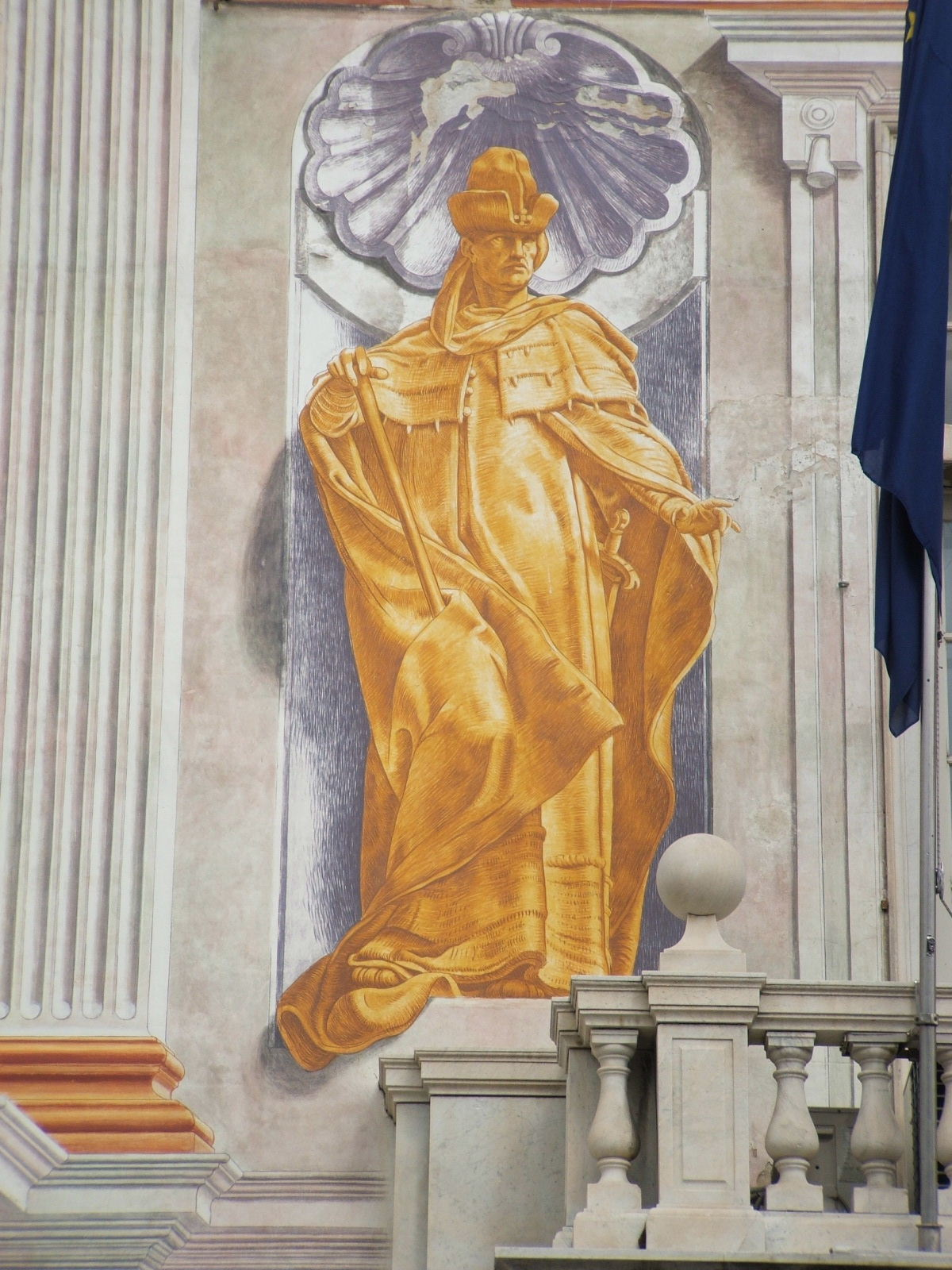
Симон Бокканегра

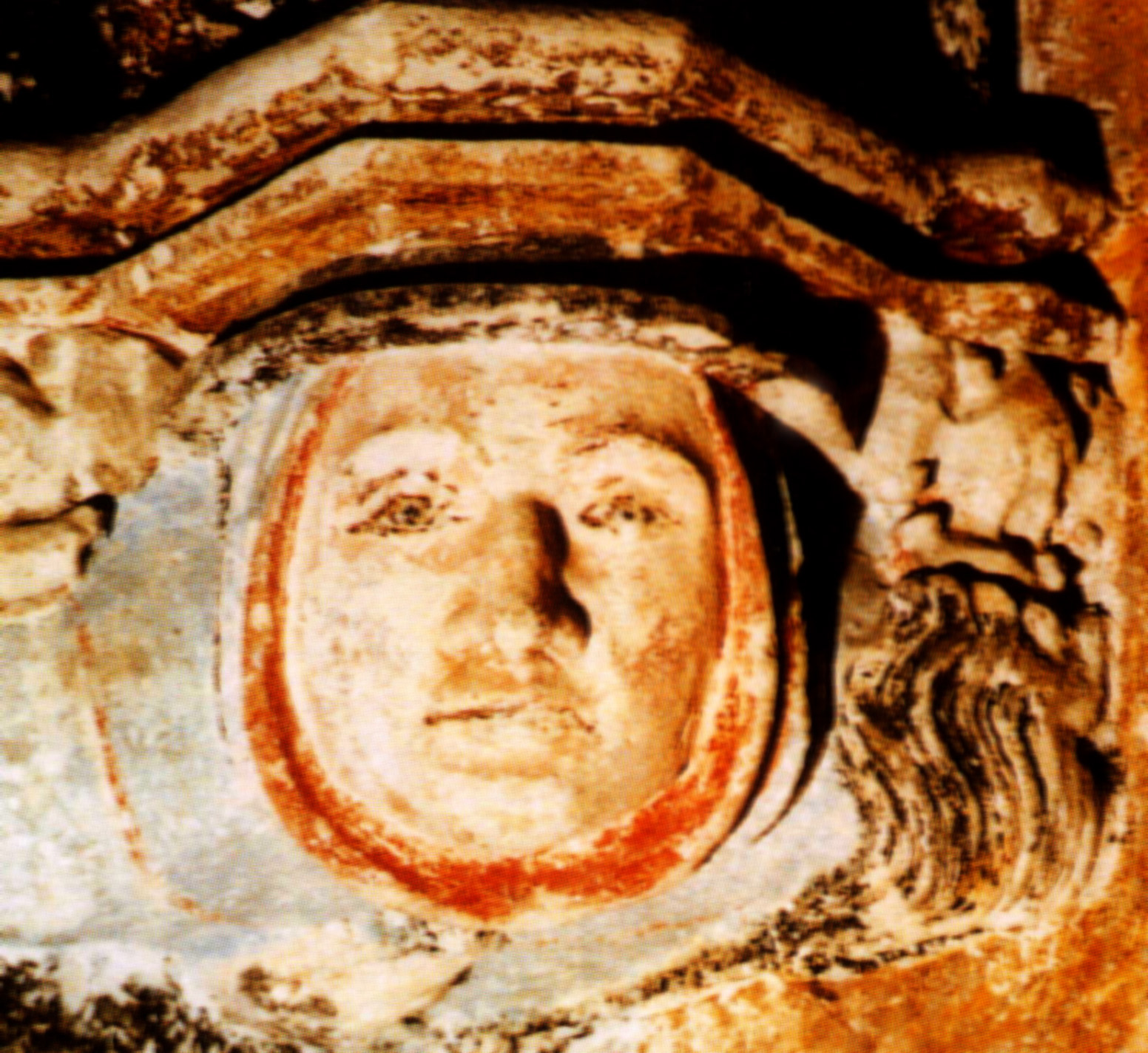
Одуэн Обер

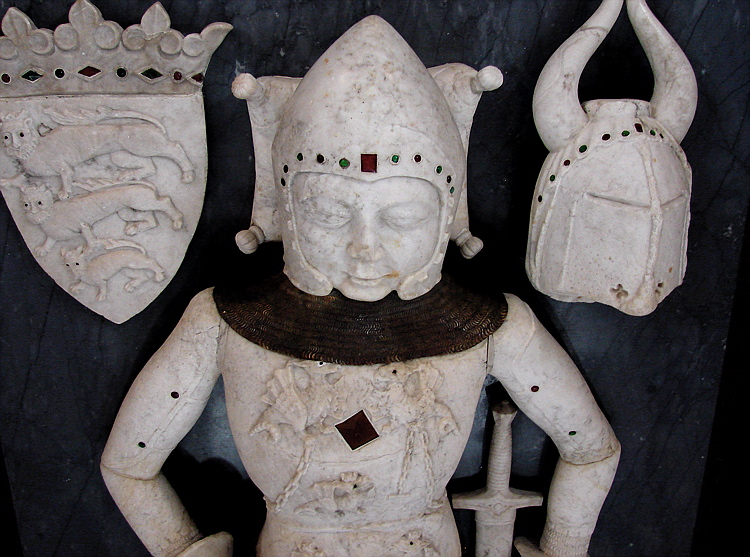
Кристофер, герцог Лолландский

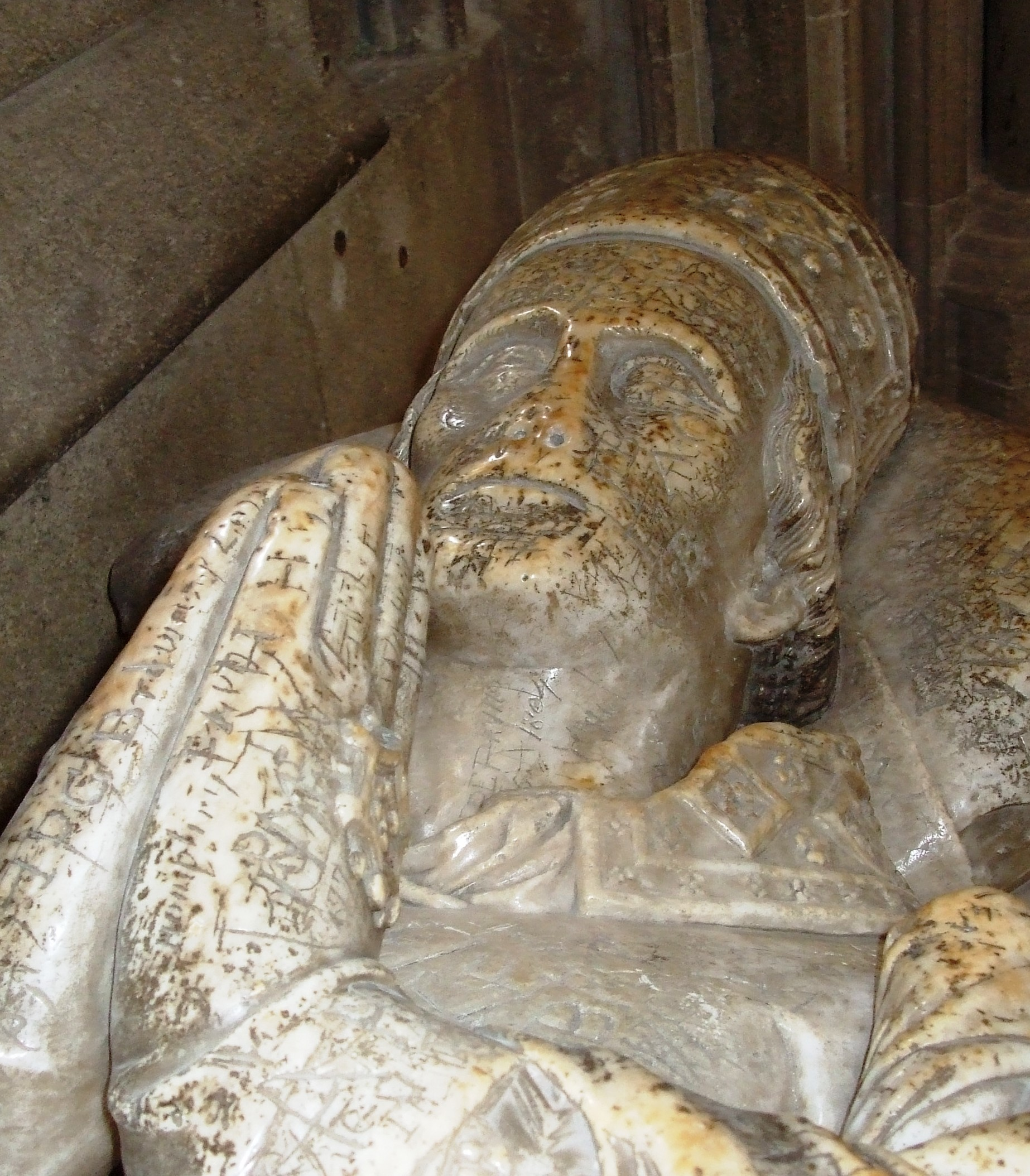
Ральф Шрусберийский

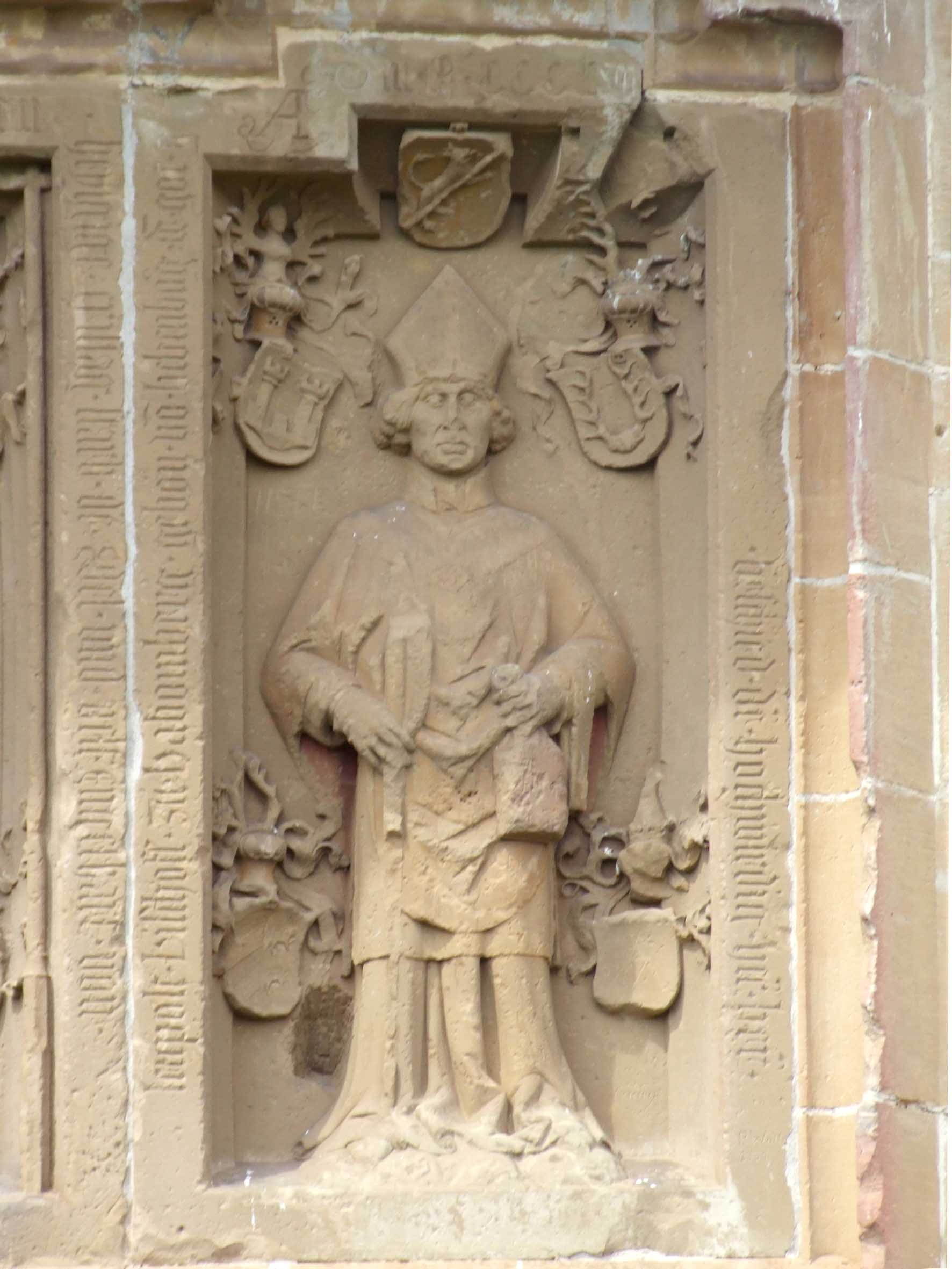
Леопольд III фон Бебенбург

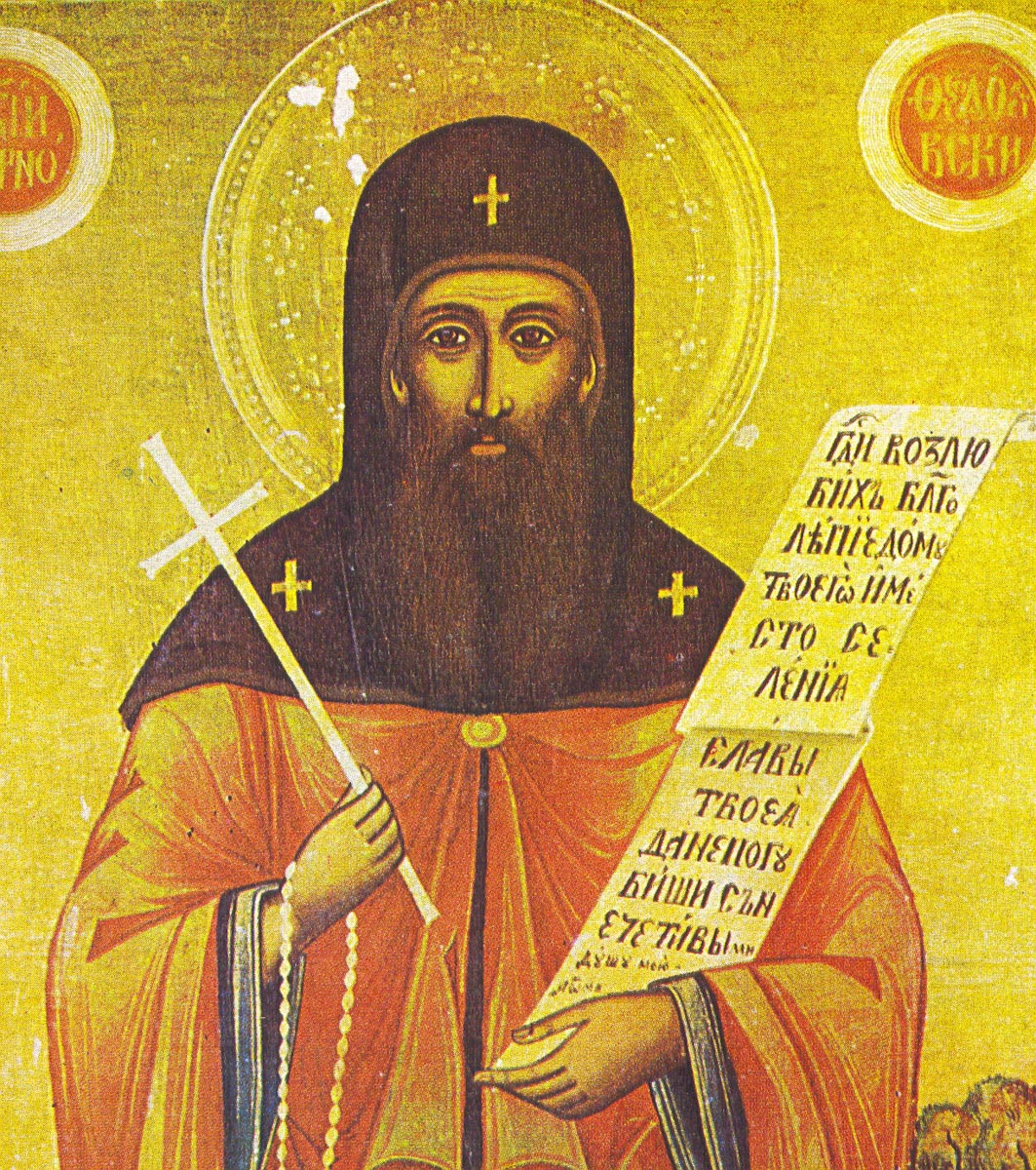
Феодосий Тырновский

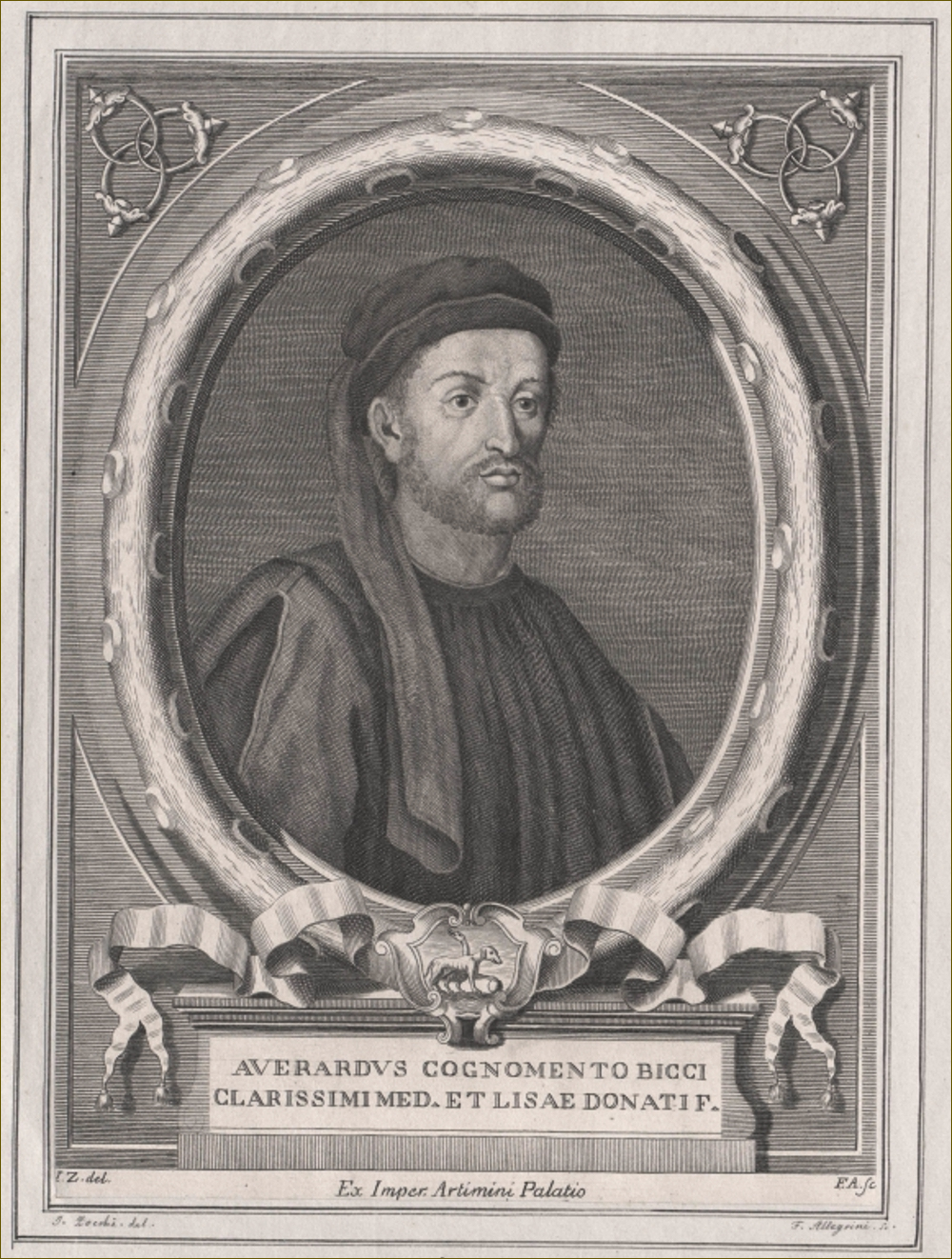
Аверардо де Медичи

Бланка Намюрская

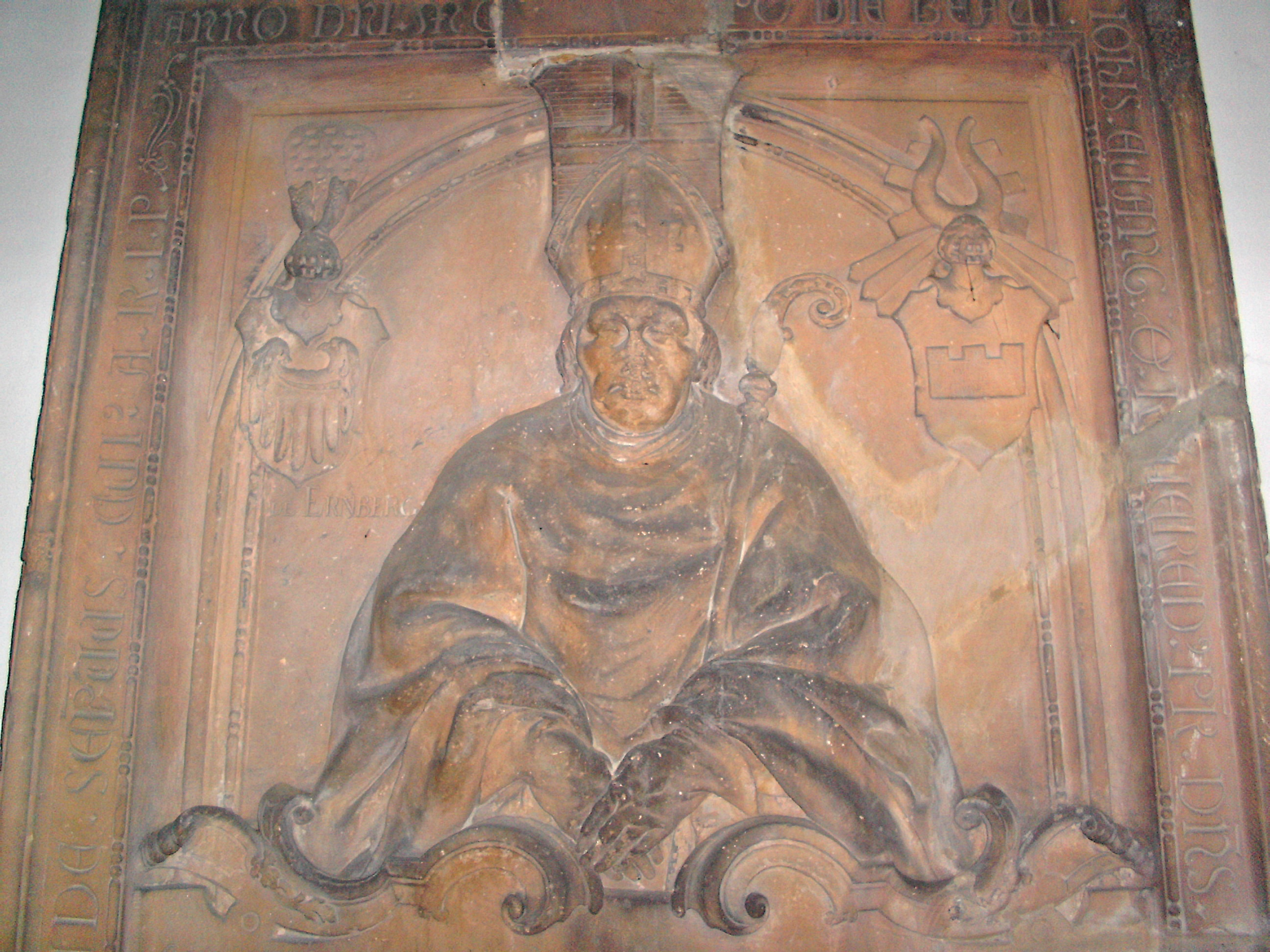
Герхард фон Эренберг

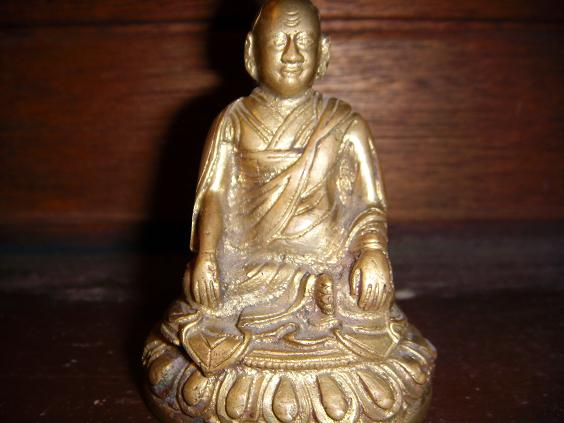
Лонгченпа

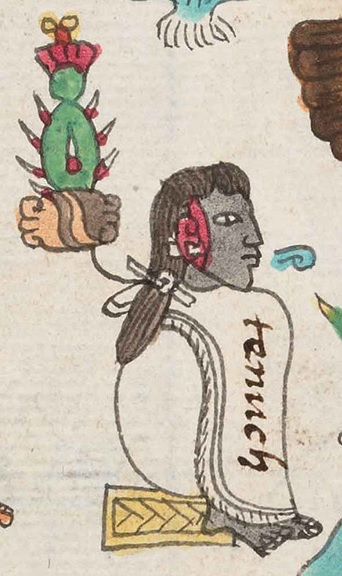
Теноч

В этой статье представлен список известных людей, умерших в 1363 году.
См. также: Категория:Умершие в 1363 году.

## Январь
- 13 января — Мейнгард III (18) — последний герцог Нижней Баварии и последний граф Тироля (1361—1363). Правил совместно с матерью Маргаритой Маульташ
- 23 января — Петер Крёлл фон Райхенхалл[нем.] — епископ Лаванта (1357—1363)
- 31 января — Марк IV (V)[англ.] — патриарх Коптской православной церкви (1348—1363)

## Февраль
- 6 февраля — Генрих III Брауншвейг-Люнебургский[нем.] — князь-епископ Хильдесхайма (1331–1363)
- 22 февраля — Джон де Коппланд[англ.] — английский рыцарь, пленивший короля Шотландии Давида II; убит
- Жерве II де Белло[фр.] — епископ Се (1356—1363)

## Март
- 3 марта — Симон Бокканегра — первый Дож Генуи (1339—1344, 1356—1363); отравлен

## Апрель
- 22 апреля — Конрад фон Ландау[англ.] — немецкий военный авантюрист и кондотьер, который активно действовал в Северной и Центральной Италии.

## Май
- 10 мая — Одуэн Обер[итал.] — епископ Парижа (1349—1350), епископ Осера (1350—1353), епископ Монпелье (1352—1361), кардинал-священник Santi Giovanni e Paolo (1353—1361), кардинал-епископ Остии (1361—1363), Декан Коллегии кардиналов (1361)
- 19 мая — Мария де Шатильон — дочь графа Блуа Ги I де Блуа-Шатильона, жена герцога Лотарингии Рауля, регент при сыне Жане I, позднее жена Ферри, графа де Линанжа
- 28 мая — Джон Харингтон, 2-й барон Харингтон (1347—1363).

## Июнь
- 11 июня — Кристофер[англ.] (22) — сын и наследник датского короля Вальдемара IV Аттердага, герцог Лолланнский (1359—1363)
- 20 июня — Пьетро Фарнезе[итал.] — итальянский кондотьер, генерал-капитан папской армии и генерал-капитан Флорентийской армии; умер от чумы.
- 23 июня — Мухаммад ибн Шакир ибн Ахмад аль-Кутуби[фр.] — сирийский историк и биограф.

## Июль
- 9 июля — Жанна де Валуа — дочь Карла Валуа, жена Роберта III д’Артуа.
- 18 июля — Констанция Арагонская — дочь короля Арагона Педро IV, жена короля Сицилии Федериго III.
- 29 июля — Джон Бардольф (49), 3-й барон Бардольф (1312—1363).

## Август
- 14 августа — Ральф Шрусберийский[англ.] — канцлер Оксфордского университета (1328—1329), епископ Бата и Уэльса (1329—1363).
- 29 августа — Филипп Наваррский (29) — сын короля Наварры Филиппа III д’Эврё, брат Карла Злого, граф Лонгвиль (1353—1363).
- Каллист I Константинопольский  — патриарх Константинопольский (1350—1354, 1355—1363). Почитается в Православной церкви в лике святителей

## Октябрь
- 3 октября — Чэнь Юлян — основатель и царь мятежного государства Великий Хань (Чэнь Хань) (1360—1363); погиб в бою.
- 7 октября — Элеонора Богун (58) — дочь Хэмфри VII де Богун, жена Джеймса Батлера, 1-го графа Ормонда
- 21 октября — Юг Роже[итал.] — епископ Тюля (1342), кардинал-священник Сан-Лоренцо-ин-Дамазо (1342—1363)
- 25 октября — Воислав Войнович — сербский феодал из рода Войновичей, герцог Гацко (1349—1363), герцог Хума (1358—1363); умер от чумы.
- 27 октября — Маттеус Андерграссен[нем.] — епископ Брессаноне (1336—1363)
- 28 октября — Леопольд III фон Бебенбург[нем.] — епископ Бамберга (1353—1363), автор политических трудов.
- Гильом де Бордес[фр.] — архиепископ Амбрёна (1351-1361/1363)

## Ноябрь
- 21 ноября — Констанция Свидницкая — старшая дочь князя Бернарда Свидницкого, жена Пшемысла Глоговского.
- 22 ноября — Жан де Мёлан[фр.] — епископ Мо (1334—1351), епископ Нуайона (1351—1352), епископ Парижа (1353—1363)
- 27 ноября — Феодосий Тырновский — православный святой, преподобный, известный деятель болгарской церкви, монах-исихаст, основатель Килифаревского монастыря, просветитель.

## Декабрь
- 10 декабря — Элизабет де Бург (31) — дочь Уильяма де Бург, 3-го графа Ольстер, графиня Ольстер (1333—1363), жена Лайонела Антверпа, герцога Кларенс.

## Дата неизвестна или требует уточнения
- Аверардо де Медичи[англ.] — итальянский политик, отец Джованни ди Биччи де Медичи
- Адил-Султан[англ.] — хан Чагатайского улуса (1363)
- Ал-Сафади[англ.] — тюркский мамлюкский писатель и историк
- Бланка Намюрская — дочь маркграфа Намюра Жана I, жена Магнуса Эрикссона, короля Швеции и Норвегии.
- Джаннино ди Гуччо Бальони, самозванец, выдававший себя за короля Франции Иоанна I Посмертного.
- Герхард фон Эренберг[нем.] — князь-епископ Шпайера (1336—1363);
- Готфрид фон Арнсберг[нем.] — епископ Оснабрюка (1321–1349), архиепископ Гамбурга-Бремена (1348—1359)
- Даниил — епископ Суздальский (1350—1352).
- Джон де Бернем[англ.] — лорд Верховный казначей Ирландии (1343—1348), главный барон ирландского казначейства (1355—1363)
- Жан I де Шатильон-сюр-Марн — сеньор де Шатильон, де Ганделю, де Круасси, де Мариньи, де Ла-Ферте-ан-Понтьё (1329—1363), верховный распорядитель королевского двора Франции (1350—1363), участник Столетней войны.
- Иван Комнин Асень — правитель Валонского деспотата (1345—1363)
- Иоганн Виттенборг[англ.] — бизнесмен и мэр Любека (1360—1362), адмирал ганзейского флота, казнён после поражения в морской битве против флота датского короля Вальдемара IV Аттердага у Хельсингборга в проливе Эресунн (1362)
- Лонгченпа — учитель тибетского буддизма, один из самых значимых писателей в истории школы ньингма, систематизатор учений о дзогчене.
- Лю Футун — китайский военачальник, предводитель народного восстания в конце существования империи Юань.
- Малкольм Флеминг, 1-й граф Уигтаун[англ.] — первый граф Уигтаун (1341—1363)
- Маргарита Опавская — дочь князя Опавского Микулаша II, жена маркграфа Моравии Иоганна Генриха
- Маттео Виллани[англ.] — итальянский историк, соавтор Nuova Cronica
- Мубариз ад-Дин Мухаммад ибн Музаффар[англ.] — основатель и первый правитель государства Ммузаффаридов (1314—1358; свергнут сыном и умер в тюрьме.
- Никколо ди Сер Соццо — итальянский художник сиенской школы
- Нил Кавасила — архиепископ Фессалоник (около 1340 г.), византийский богослов и полемист.
- Пальман[англ.] — немецкий дворянин, наёмный командир алеманской гвардии в сербской Императорской армии Стефана Душана.
- Пьер де Нант[фр.] — епископ Леона (1349—1359), епископ Сен-Мало (1349—1359), епископ Ренна (1359—1363).
- Буччо ди Раналло — итальянский писатель, родоначальник Аквиланскиех хроник.
- Теноч[исп.] — мексиканский военачальник, легендарный вождь ацтеков.
- Томас Макдауэлл[англ.] — епископ Галлоуэя (1359—1363)
- Филиппо делл'Антелла[итал.] — епископ Феррары (1349—1357), епископ Флоренции (1357—1363)
- Якопо де Габриелли да Губбио[итал.] — итальянский политический деятель